# Staré Hrady
Staré Hrady jsou obec v okrese Jičín v Královéhradeckém kraji. Žije zde 195 obyvatel.
Ve vzdálenosti dvanáct kilometrů severovýchodně leží Jičín, 21 kilometrů západně Mladá Boleslav a 22 kilometrů severně město Turnov.
Na východním okraji obce se nachází Starohradský rybník, v současnosti je využíván pro chov ryb.

## Historie
První písemná zmínka o obci pochází z roku 1340. Název pochází od hradu, v letech 1571–73 přestavěného na zámek.
Později byl v zámku zřízen pivovar (dnes restaurace) a depozitář památníku Národního písemnictví (v současné době Památník národního písemnictví pronajaté prostory opustil).

## Obyvatelstvo
| Rok            | 1869 | 1880 | 1890 | 1900 | 1910 | 1921 | 1930 | 1950 | 1961 | 1970 | 1980 | 1991 | 2001 | 2011 | 2021 |
| -------------- | ---- | ---- | ---- | ---- | ---- | ---- | ---- | ---- | ---- | ---- | ---- | ---- | ---- | ---- | ---- |
| Počet obyvatel | 382  | 422  | 459  | 432  | 392  | 403  | 310  | 286  | 265  | 243  | 192  | 153  | 172  | 191  | 186  |
| Počet domů     | 51   | 54   | 54   | 59   | 60   | 61   | 69   | 80   | 77   | 71   | 63   | 80   | 84   | 97   | 92   |

## Obecní správa
Mezi lety 1850–1974 byly Staré Hrady byly obcí v okrese Jičín. Od 1. ledna 1975 do 31. prosince 1992 patřily jako část města k Libáni a od 1. ledna 1993 jsou opět samostatnou obcí. Od 14. června 1964 do 31. prosince 1974 k obci patřily Sedliště.

### Obecní symboly
Znak a vlajka byly obci uděleny rozhodnutím předsedkyně Poslanecké sněmovny Parlamentu České republiky dne 18. května 2012.

## Pamětihodnosti
- Sloup se sochou Panny Marie na návsi
- Renesanční zámek Staré Hrady, obnovený v 70. a 80. letech 20. století sloužil jako depozitář Památníku národního písemnictví. V jeho části byla zřízena expozice. Po privatizaci je od května 2008 otevřen manželi Sukovými veřejnosti a nabízí historické i zábavné pohádkové prohlídkové okruhy.
- Kostel svatého Jana Křtitele ze 14. století[4]
- Památná lípa naproti zámku
- Chráněný památný habr Na horách

## Galerie

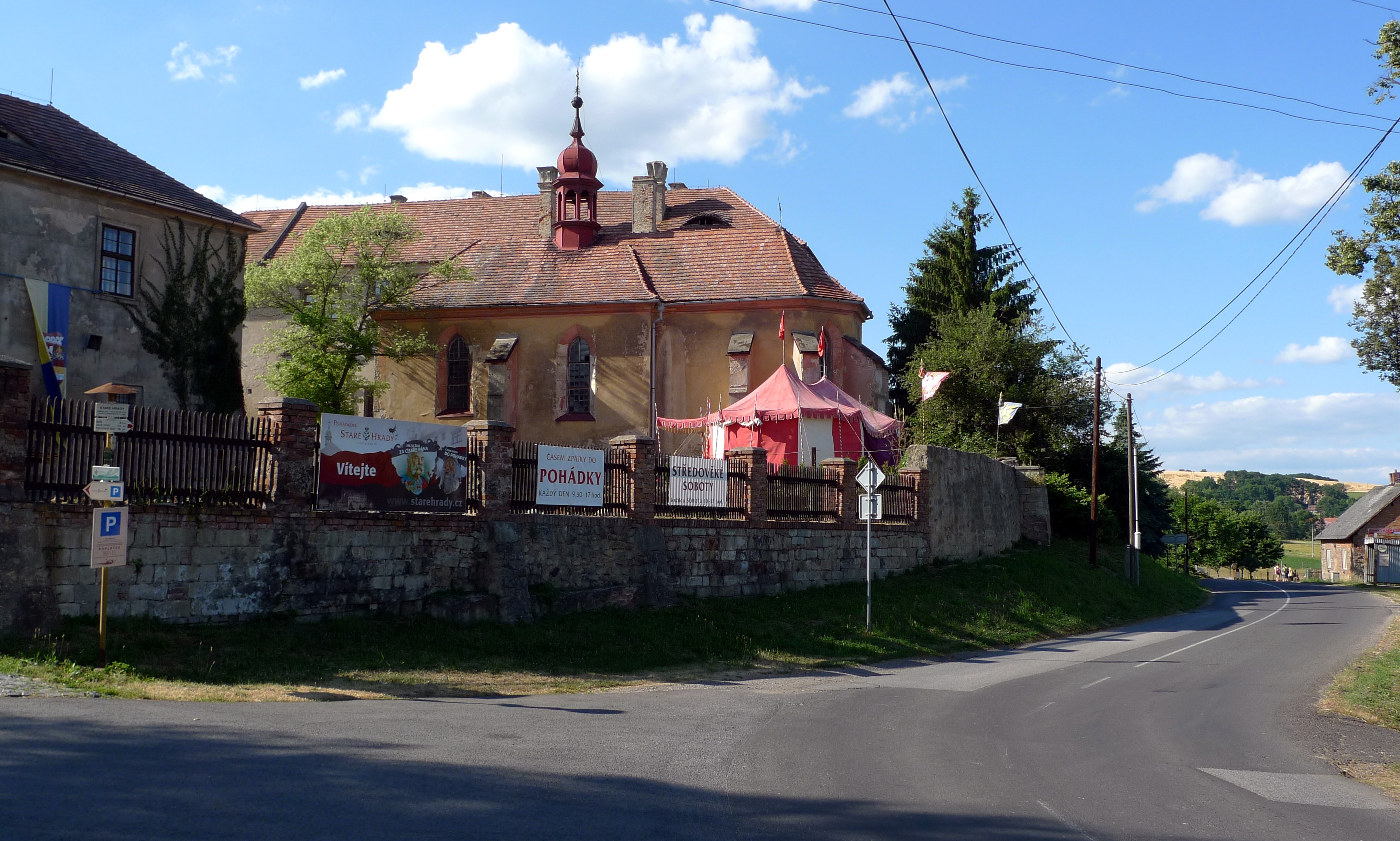
Vstup do zámku Staré Hrady
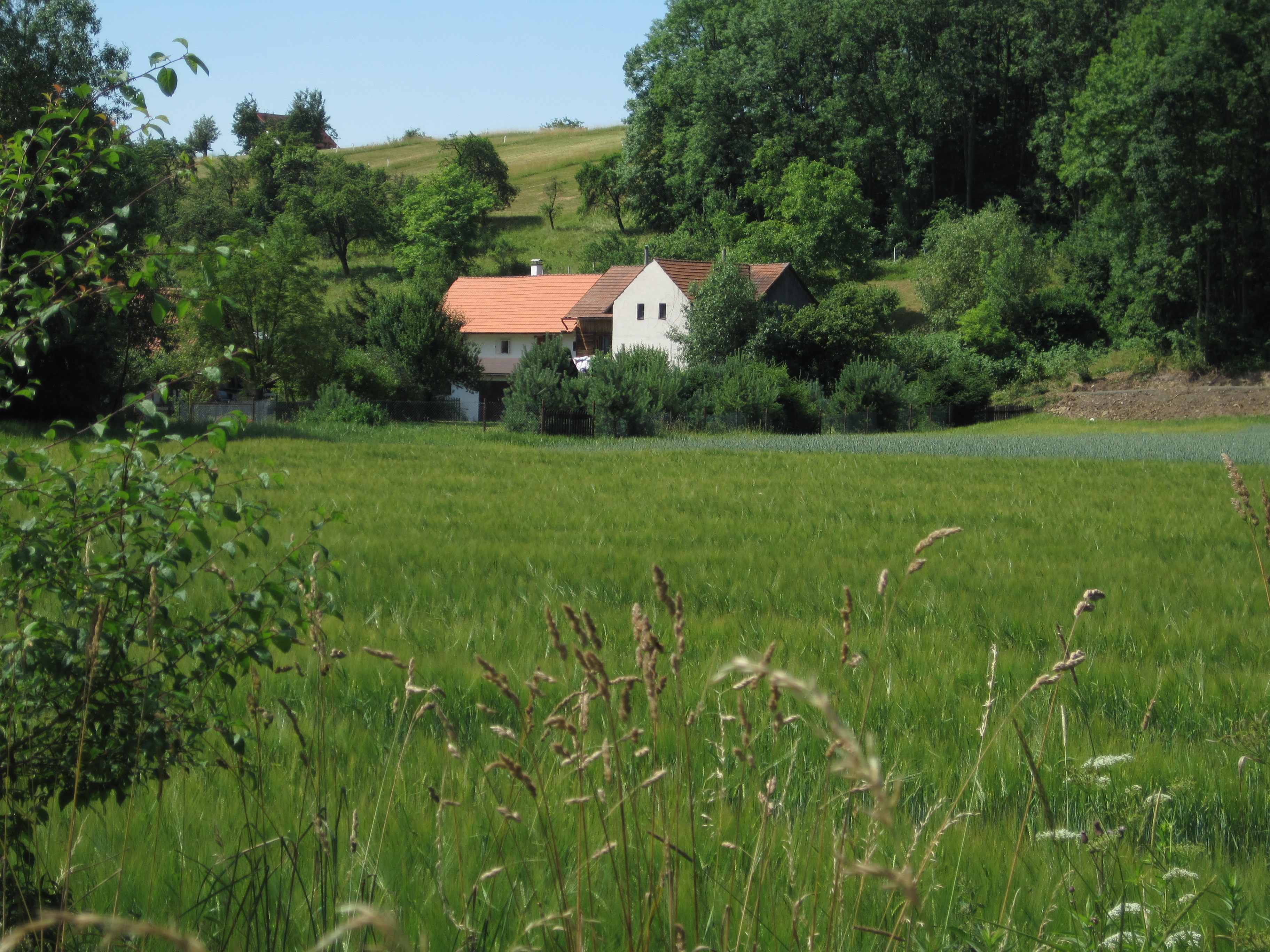
Osada V Barácích
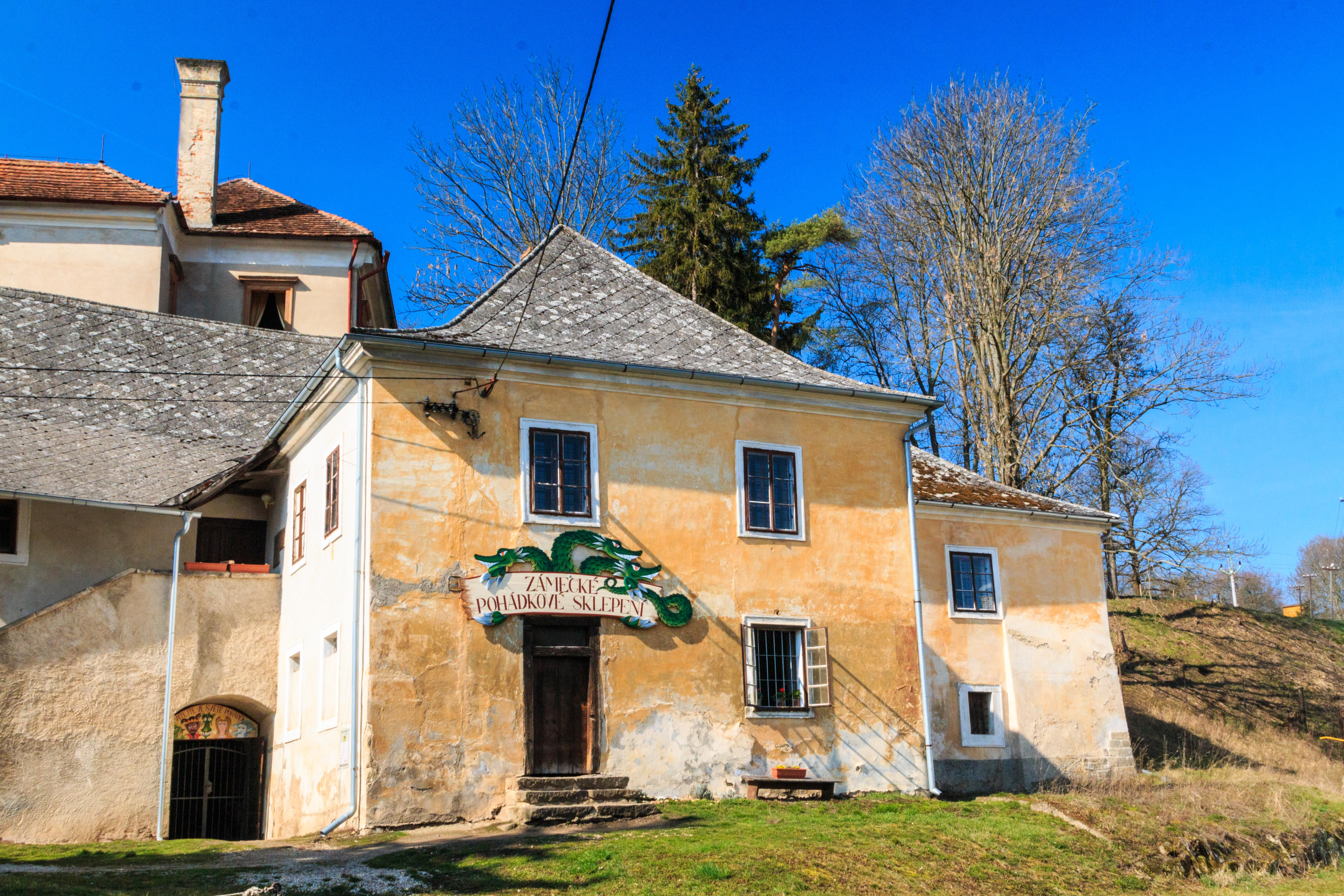
Staré Hrady čp. 63
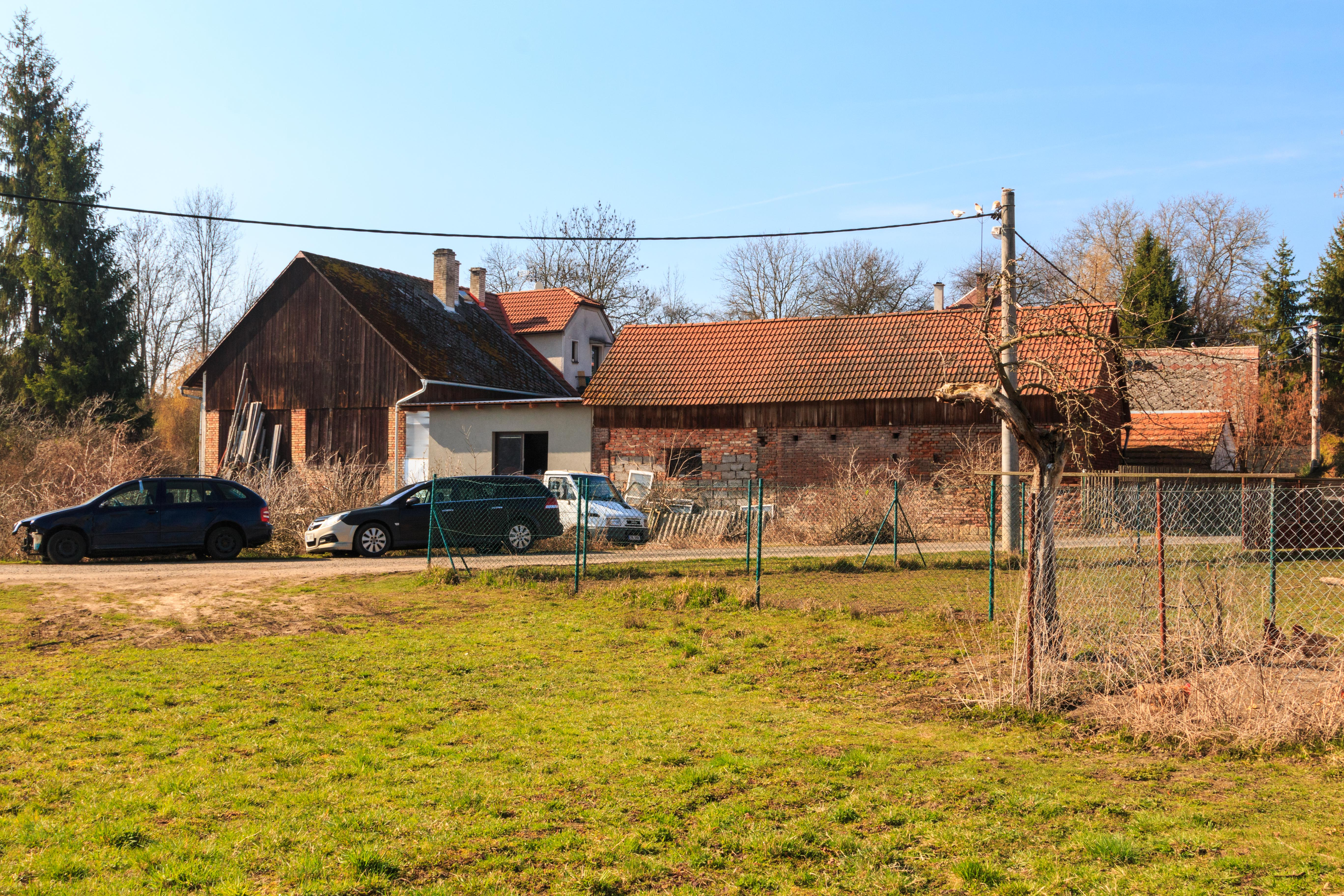
Staré Hrady čp. 84